# Gijs Luirink
Gijs Luirink (* 12. September 1983 in Amsterdam) ist ein ehemaliger niederländischer Fußballspieler.

## Karriere

### Verein
In der Jugend spielte Luirink zu Beginn für den FC Abcoude und später bei Ajax Amsterdam. Seine Profikarriere startete allerdings beim Zweitligisten FC Volendam, wo er insgesamt zu 54 Einsätzen in der Eerste Divisie kam. Zwischen 2004 und 2006 trug er die Farben des FC Groningen, ehe er im Sommer 2006 nach Alkmaar wechselte. Gleich im ersten Jahr belegte er den dritten Platz mit Rot-Weißen. Wegen einer schweren Verletzung fiel er die komplette Saison 2007/08 aus und absolvierte kein Spiel für den AZ.
Nachdem er in der Saison 2009/10 für RKC Waalwijk aufgelaufen war, kehrte er im Sommer 2010 nach Alkmaar zurück; in der Winterpause 2010/11 wurde er an Zweitligist SC Cambuur ausgeliehen. Nach der Saison wechselte Luirink zu Sparta Rotterdam, wo er zweieinhalb Jahre spielte. Dann war er noch bis 2016 für seine erste Profistation Volendam erneut aktiv.

### Nationalmannschaft
Er war Teilnehmer der U-21-Fußball-Europameisterschaft 2006 in Portugal.

## Erfolge
- Niederländischer Meister: 2009 mit AZ Alkmaar